# Saint-Luc-de-Bellechasse
| Saint-Luc-de-Bellechasse                  |                      |
| Village Saint-Luc-de-Bellechasse 2014.JPG |                      |
| Coordenadas: 46°30' N 70°29'W             |                      |
| Província                                 | Quebec               |
| Região administrativa                     | Chaudière-Appalaches |
| Incorporado em                            | 12 de agosto 1921    |
| Prefeito                                  | René Leclerc         |
| Código postal                             | G0R 1L0              |
|                                           |                      |
| Área                                      |                      |
| - Cidade                                  | 160,03 km², 61,8 mi² |
| Fuso horário                              | UTC -5               |
| População (2006)                          |                      |
| - Cidade                                  | 495                  |
| - Densidade                               | 3 hab/km², 8 hab/mi² |

Saint-Luc-de-Bellechasse é um município canadense do conselho municipal regional de Les Etchemins, Quebec, localizado na região administrativa de Chaudière-Appalaches. Em sua área de pouco mais de 160 km², habitam cerca de quatrocentas pessoas.